# Plantageneti
Plantageneti byla anglická královská dynastie původem z Anjouovců, která vládla v hlavní linii v letech 1154–1399, ve vedlejších větvích Lancasterů a Yorků pak až do roku 1485. Dále vládli Jeruzalémskému království (1131–1205), Normandii (1144–1204 a 1415–1450) a Akvitánii, pozdějšímu Gaskoňsku a Guyenne (1153–1453).

## Původ rodu
V mužské linii pocházejí Plantageneti z rodu Château-Landon, hrabat z Gâtinais, která roku 1060 zdědila rozsáhlá panství původních hrabat z Anjou a Maine. Nárok na anglický trůn získali poté, co se zakladatel rodu Geoffroy V. z Anjou oženil s dcerou anglického krále Jindřicha I. Matyldou Anglickou. Posledním legitimním mužským členem rodu byl Edward, hrabě z Warwicku a synovec krále Richarda III., popravený roku 1499; v nelegitimní větvi vévodů z Beaufortu přetrvává mužská linie dodnes.

## Název rodu
Název Plantagenêt, poprvé u Wace Plante Genest, byla původně přezdívka otce rodu Geoffroye, vévody z Anjou. Název je zřejmě odvozen od francouzského obecného názvu genêt, z latinského genista, označujícího kručinku, janovec nebo podobnou rostlinu. Její větvičku si Geoffroye podle oblíbeného výkladu „sázel“ za klobouk“ (planter), tedy si jí zdobil helmici. První užití názvu jako příjmení je zaznamenáno v 15. století u Richarda, vévody z Yorku, který byl otcem králů Eduarda IV. a Richarda III. Současná dějepisná literatura užívá tohoto názvu pro Geoffreyova syna, anglického krále Jindřicha II. a všechny jeho mužské potomky.
Pro první panovníky (Jindřich II. a synové) se někdy také používá přívlastek anjouovský, v angličtině Angevin (francouzsky „z Anjou“, „anjouský“), protože si podrželi titul hrabat z Anjou. Kromě něho drželi i další rozsáhlá francouzská území, proto jejich panství bývá nazýváno plantagenetovská nebo anjouovská říše. Větší část pevninského panství Plantagenetů včetně Anjou připojil na začátku 13. století k francouzské koruně Filip II. August.  

## Vliv v anglických dějinách
Za Plantagenetů byla Anglie transformována, ačkoli šlo jen částečně o úmysl plantagenetských panovníků. Králové byli často nuceni dojednat bolestné kompromisy se šlechtou – asi nejznámějším a nejvýznamnějším je Magna Charta Libertatum. Ta omezila královskou moc na oplátku za finanční a vojenskou podporu šlechty. Králova prestiž nově také spočívala ve výsadě soudu (krom možnosti povolat do války). Zřetelná byla jistá nacionalizace za plantagenetské vlády, jejímž projevem bylo odmítnutí francouzštiny, skotštiny, velštiny a irštiny jako legitimních jazyků v Angli a prohlášení angličtiny jako primárního jazyka země. V 15. století byli Plantagenetové poraženi ve stoleté válce a potýkali se sociálními, politickými a ekonomickými problémy. Lidové vzpoury byly na denním pořádku. Angličtí šlechtici se bránili chaosu tím, že si pěstovali mohutné soukromé armády, které pak používali v soukromých sporech, což ale chaos dále prohlubovalo. Vzešla z něj i válka růží. Smrt krále Richarda III. bývá britskými historiky označována za předěl, jež vymezuje konec středověku v Anglii.

## Plantagenetští králové Anglie
- Jindřich II. Plantagenet (1154–1189)
- Richard I. Lví srdce (1189–1199)
- Jan Bezzemek (1199–1216)
- Jindřich III. Plantagenet (1216–1272)
- Eduard I. (1272–1307)
- Eduard II. (1307–1327)
- Eduard III. (1327–1377)
- Richard II. (1377–1399)

### Větev Lancasterů
- Jindřich IV. (1399–1413)
- Jindřich V. (1413–1422)
- Jindřich VI. (1422–1461) / (1470–1471)

### Větev Yorků
- Eduard IV. (1461–1470) / (1471–1483)
- Eduard V. (1483)
- Richard III. (1483–1485)

## Pokračovatelé rodu
Ač nekrálovskou, přec významnou linií rodu byli Beaufortové, potomci Jana z Gentu, 1. vévody z Lancasteru a jeho třetí ženy Kateřiny Swynfordové. Beaufortům náležel titul vévodů ze Somersetu a byli jednou z prominentních lancasterovských rodin ve válce růží. V legitimní větvi vymřeli po meči v roce 1471. Byli předky Jindřicha VII. Tudora, který se v roce 1485 stal anglickým králem. Větev Beaufortovců odvíjející se od nemanželského syna Jindřicha Beauforta, třetího vévody ze Somersetu, přežívá dodnes pod jménem Somerseti a jsou nositeli titulu vévodů z Beaufortu.

## Genealogie

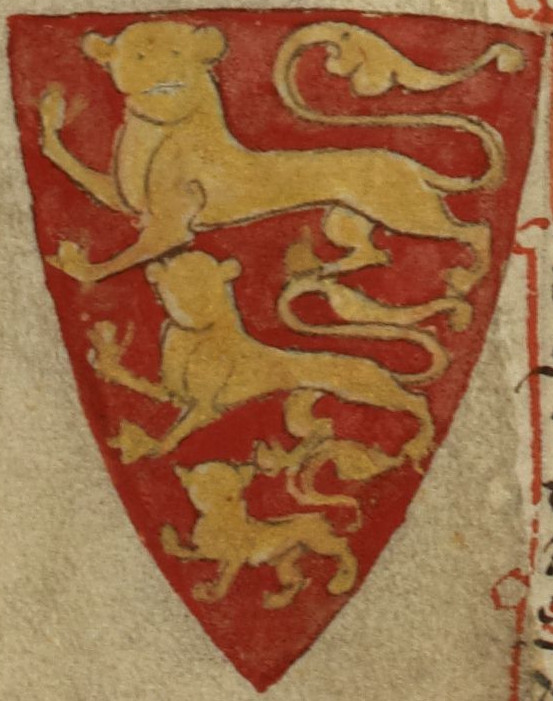
Erb rodu Plantagenetů na iluminaci Matthewa Parise

```
Geoffroy Plantagenet
(1113–1151), hrabě z Anjou a Maine
 x 
Matylda Anglická
 (1102–1167), dcera 
Jindřicha I.
 a vnučka    
 │ 
Viléma Dobyvatele
, římská císařovna, později nekorunovaná královna Anglie
 │   
 └─>
Jindřich II. Plantagenet
 (1133–1189), anglický král
   x 
Eleonora Akvitánská
 (1122–1204), vévodkyně Akvitánie, hraběnka z Poitiers
   │
   ├─>
Jindřich
 (1155–1183)
   │
   ├─>
Richard Lví srdce
 (1157–1199), anglický král
   │  x 
Berengarie Navarrská
 (asi 1170–1230)
   │
   ├─>
Eleonora
 (1162–1214)
   │  x 
Alfons VIII.
 (1155–1214), kastilský král
   │
   ├─>
Geoffroy
 (1158–1186)
   │  x 
Konstancie Bretaňská
 (v. 1161–1201)
   │  │
   │  └─>
Artur
 (1186–1203), vévoda bretaňský
   │
   ├─>
Johana
 (1165–1199)
   │  x 
Raimond VI.
 (1156–1222), hrabě z Toulouse
   │
   └─>
Jan Bezzemek
 (1166–1216), anglický král
      x 
Isabela  z Angoulême
 (1186–1246)
      │
      ├─>
Jindřich III.
 (1207–1272), anglický král
      │  x 
Eleonora Provensálská
 (1223–1291)
      │  │
      │  ├─>
Eduard I.
 (1239–1307), anglický král
      │  │  x 
Eleonora Kastilská
 (1241–1290), hraběnka z Ponthieu
      │  │  │
      │  │  └─>
Eduard II.
 (1284–1327), anglický král
      │  │     x 
Isabela Francouzská
 (1292–1358)
      │  │     │
      │  │     └─>
Eduard III.
, (1312–1377), anglický král
      │  │        x 
Filipa z Hainault
 (1311–1369)
      │  │        │
      │  │        └─>
Eduard z Woodstocku
, 
Černý princ
 (1330–1376)
      │  │           x 
Jana z Kentu

      │  │           │
      │  │           └─>
Richard II.
 (1357–1400), anglický král
                        x 
Anna Lucemburská
 (1366–1394), dcera 
Karla IV. Lucemburského

                        x 
Isabela Francouzská
 (1389–1409), dcera 
Karla VI. Francouzského

      │  │
      │  └─>
Edmund Crouchback
 (1245–1296)
      │
      ├─>
Richard Cornwallský
 (1209–1272), římský král
          X 
Isabela Marshalová

      │   X 
Sancha Provensálská
```

```
      ├─>
Johana
 (1210–1238)
      │   X 
Alexandr II. Skotský

      │
      └─>
Eleonora
 (1215–1275)
         x 
Simon de Montfort
 (1209–1265), hrabě z Leicesteru
```